# Woldstedtius uichancoi
Woldstedtius uichancoi är en stekelart som först beskrevs av Baltazar 1955.  Woldstedtius uichancoi ingår i släktet Woldstedtius och familjen brokparasitsteklar. Inga underarter finns listade i Catalogue of Life.